# Petrus Verschure

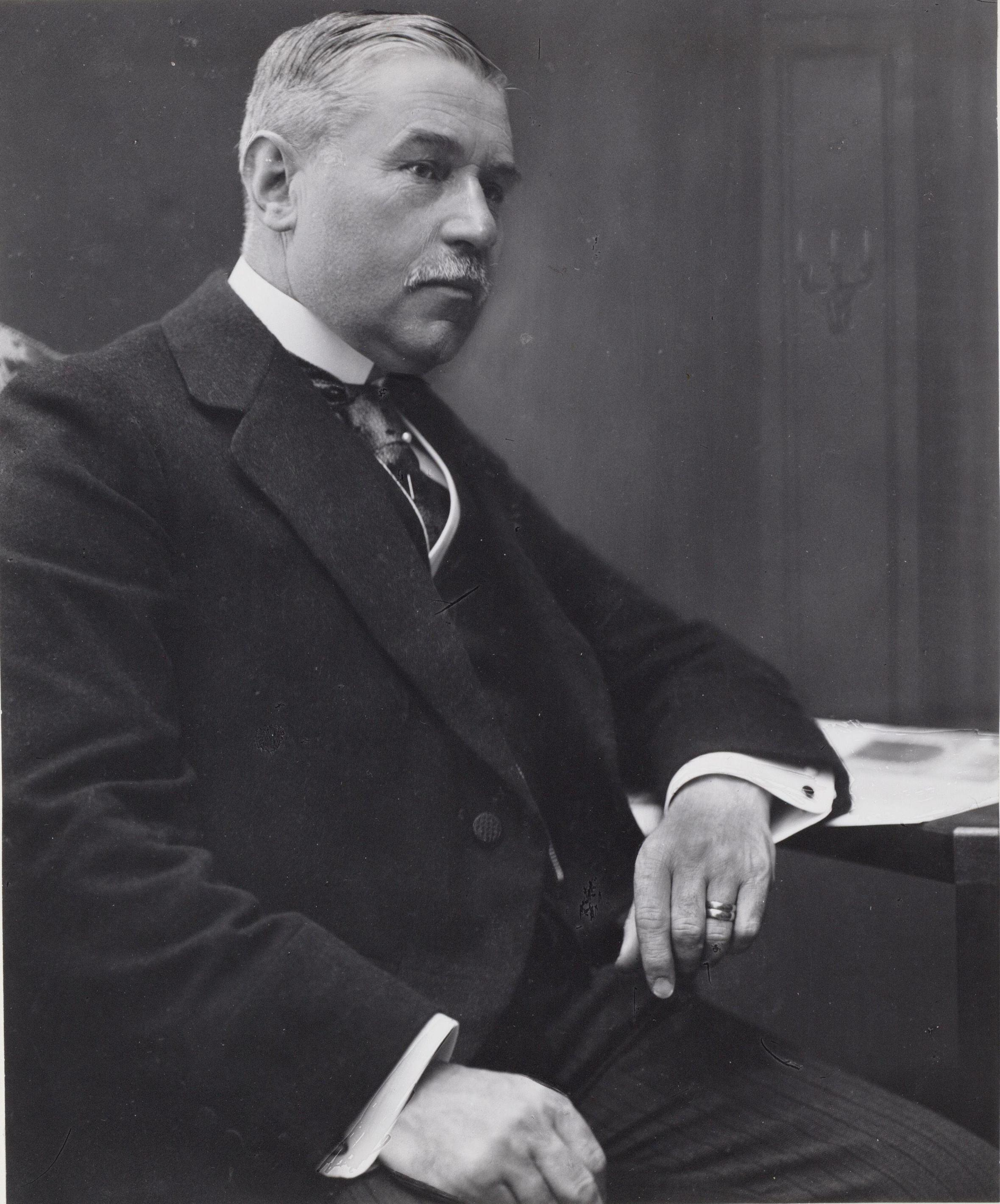
Verschure in 1913

Petrus Johannes Maria Verschure (Tilburg, 25 februari 1861 – Amsterdam, 18 februari 1938) was een Nederlands reder. Verschure was de oprichter van de rederij Verschure & Co., indertijd een van de grootste beurtvaartrederijen.

## Biografie
Verschure werd in 1861 in Tilburg geboren als zoon van een notaris. Hij ontving er lager en middelbaar onderwijs, waarna hij bij de stoffenhandel Verhulst-Verschure aan de slag ging. In 1878 trad hij in dienst bij zijn ooms in Rotterdam, bij de firma Joh. M. Verschure & Zn Margarinefabrieken. In 1887 kocht Verschure de Amsterdamse rederij Kievits, die een nachtdienst onderhield tussen Amsterdam en Rotterdam. Verschure vestigde zich in Amsterdam en richtte er zijn rederij op.
Verschure breidde de diensten van zijn rederij steeds uit met nieuwe lijnen naar meer bestemmingen. Ook participeerde hij in concurrerende rederijen. Zo stond Verschure mede aan de wieg van de Deventer-Amsterdammer Stoomboot Reederij. In 1902 kon hij zeven rederijen verenigen in Verschure & Co.’s Algemeene Binnenlandsche Stoomvaartmaatschappij. Daarmee ontstond een onderneming met 21 schepen in de vaart, een aanzienlijk aantal voor die tijd.
In 1912 werd mede onder zijn leiding de scheepswerf en machinefabriek Verschure & Co. te Amsterdam opgericht.

### Bestuurlijk
Verschure was lid van en actief binnen de Roomsch-Katholieke Staatspartij (RKSP). Voor die partij was hij onder meer lid van de partijraad en de gemeenteraad van Amsterdam en was hij gedeputeerde van Noord-Holland.
Verschure was onder meer voorzitter van de Vereeniging tot Behartiging van Stoomvaartbelangen in Nederland, lid van de Kamer van Koophandel van Amsterdam en bestuurslid van de Algemeene Nederlandse Vereeniging van VVV's.. Hij was prominent lid van het organisatiecomité van de Eerste Nederlandse Tentoonstelling op Scheepvaartgebied (ENTOS), die in 1913 werd gehouden in Amsterdam. Verschure was tevens lid van de Staatscommissie voor het Vervoer, die onder leiding stond van Rudolf Patijn.
In 1925 was Verschure actief in het door Anton Mussert opgerichte Nationaal Comité dat zich verzette tegen de aanleg van een kanaal van Antwerpen naar Moerdijk, zoals bepaald in een voorgestelde wijziging van het Scheldetractaat.
Voor zijn bestuurlijke en andere inspanningen werd Verschure in 1926 benoemd tot Officier in de Orde van Oranje-Nassau.

### Persoonlijk
Verschure trouwde in 1888 met Catharina van Pelt en uit dit huwelijk werden twee kinderen geboren. Na het overlijden van zijn echtgenote in 1892, hertrouwde Verschure in 1898 met Geertruida Roël. Uit zijn tweede huwelijk werden nog drie kinderen geboren.

### Overlijden
Verschure overleed in 1938. Hij werd begraven op Begraafplaats Buitenveldert.